# Lowell (Arkansas)
Lowell é uma cidade localizada no estado americano de Arkansas, no Condado de Benton.

## Demografia
Segundo o censo americano de 2000, a sua população era de 5013 habitantes.
Em 2006, foi estimada uma população de 7050, um aumento de 2037 (40.6%).

## Geografia
De acordo com o United States Census Bureau, a localidade tem uma área de 16,2 km², sem área coberta por água.

## Localidades na vizinhança
O diagrama seguinte representa as localidades num raio de 16 km ao redor de Lowell.